# Liste der Erzbischöfe von Florenz
Die folgenden Personen waren Bischöfe und Erzbischöfe von Florenz (Italien):
- Felix (um 313)
- Zenobius (398–429)

- Maurizius (550)

- Reparato (um 680)
- Specioso (um 723)
- Thomas (um 743)

- Agriprand (um 833)
- Radingo (um 852)
- Andreas (869, 873, 876, 893)
- Grasulfo (896–930)
- Raimbald (941–964)[1]
- Sichelmus (966–972)
- Podius (987–999)
- Guido (1004–1007)
- Ildebrando (1008–1025)
- Lambert (1025–1032)
- Atto I. (1036–1038)
- Gerhard von Burgund (1045–1061), seit 1058 auch Papst Nikolaus II.
- Pietro Mezzabarba (1065–1068)
- Ranierius (1071–1113)
- Gottifredo degli Albeti (1114–1142)
- Atto II. (1146–1154)
- Ambrogio (1156–1158)
- Giulio (1158–1181)
- Bernardo (1182–1188)
- Pietro (1188–1205)
- Giovanni da Velletri (1205–1230)
- Ardingo Foraboschi (1230–1249)
- Filippo Fontana (1250)
- Giovanni de Mangiadori (1251–1274)
- Iacopo da Castelbuono (−1286)
- Andrea de Mozzi (1287–1295)
- Francesco Monaldeschi (1295–1301)
- Lottieri della Tosa (1301–1309)
- Antonio d’Orso (1309–1321)
- Francesco Silvestri (1323–1341)
- Angelo Acciaiuoli der Ältere (1342–1355)
- Francesco degli Atti (1355–1356)
- Filippo dell’Antella (1356–1361)
- Pietro Corsini (1361–1369)
- Angelo Ricasoli (1370–1382)
- Angelo Acciaiuoli der Jüngere (1383–1385)
- Bartolomeo Oleario (Uliari), O.F.M. (1385–1389)
- Onofrio Visdomini (1389–1400)
- Alamanno Adimari (1400–1401)
- Iacopo Paladini (1401–1410)
- Francesco Zabarella (1410–1411)
- Amerigo Corsini (1411–1434) (erster Erzbischof ab 1419)
- Giovanni Vitelleschi (1435–1437)
- Ludovico Scarampi (1437–1439)
- Bartolomeo Zabarella (1440–1445)
- Antonino Pierozzi (1445–1459)
- Orlando Bonarli (1459–1461)
- Giovanni Neroni Diotisalvi (1461–1473)
- Pietro Riario OFMConv (1473–1474)
- Rinaldo Orsini (1474–1508)
- Cosimo Pazzi (1508–1513)
- Giulio  de’ Medici (1513–1523)
- Niccolò Ridolfi (1524–1532)
- Andrea Buondelmonti (1532–1542)
- Niccolò Ridolfi (1543–1548)
- Antonio Altoviti (1548–1573)
- Alessandro Ottaviano de’ Medici (1574–1605)
- Alessandro Marzi Medici (1605–1630)
- Cosimo Bardi (1630–1631)
- Pietro Niccolini (1631–1651)
- Francesco Nerli der Älterer (1652–1670)
- Francesco Nerli der Jüngere (1670–1683)
- Giacomo Antonio Morigia (1683–1700)
- Leone Strozzi (1700–1703)
- Tommaso della Gherardesca (1703–1721)
- Giuseppe Maria Martelli (1722–1741)
- Francesco Gaetano Incontri (1741–1781)
- Antonio Martini (1781–1809)
- Pietro Francesco Morali (1815–1826)
- Ferdinando Minucci (1828–1856)
- Giovacchino Limberti (1857–1874)
- Eugenio Cecconi (1874–1888)
- Agostino Kardinal Bausa, OP (1889–1899)
- Alfonso Maria Kardinal Mistrangelo, Sch. P. (1899–1930)
- Elia Kardinal dalla Costa (1931–1961)
- Ermenegildo Kardinal Florit (1962–1977)
- Giovanni Kardinal Benelli (1977–1982)
- Silvano Kardinal Piovanelli (1983–2001)
- Ennio Kardinal Antonelli (2001–2008)
- Giuseppe Kardinal Betori (2008–2024)
- Gherardo Gambelli (seit 2024)